# Tethininae
Sous-famille
Les Tethininae sont une sous-famille de diptères muscomorphes de la famille des Tethinidae.

## Description
On retrouve trois espèces de cette sous-famille dans l'archipel des Galapagos.

## Liste des genres
Selon ITIS (26 avril 2024) :
- Masoniella Vockeroth, 1995
- Tethina Haliday, 1838

## Taxonomie
Le nom valide complet (avec auteur) de ce taxon est Tethininae Hendel, 1916.